# Thế kỷ 12 TCN
Thế kỷ 12 TCN bắt đầu từ ngày đầu tiên của năm 1200 TCN và kết thúc vào ngày cuối cùng của năm 1101 TCN

## Sự kiện
1200 TCN : Nền văn minh đầu tiên ở Trung và Bắc Mỹ phát triển vào khoảng 1200 TCN ở các vùng ven biển phía nam Vịnh Mexico. Được gọi là nền văn minh Olmec, địa điểm ban đầu của nó là ở San Lorenzo.
1200 TCN : Người Phoenicia tìm thấy cảng Lisbon , Bồ Đào Nha
1194 TCN : Sự khởi đầu của Chiến tranh thành Troy huyền thoại.
1191 TCN : Menestheus, vị vua huyền thoại của Athens, chết trong Chiến tranh thành Troy sau 23 năm trị vì và được kế vị bởi cháu trai Demophon con trai của Theseus. Các tài liệu khác cho biết cái chết của ông sau đó một thập kỷ và ngay sau Chiến tranh thành Troy (xem những năm 1180 trước Công nguyên).
1186 TCN : Kết thúc Vương triều thứ mười chín của Ai Cập, bắt đầu Vương triều thứ hai mươi.
Ngày 24 tháng 4 năm 1184 TCN: Ngày truyền thống cho sự sụp đổ của thành Troy, Tiểu Á vào tay người Mycenaeans và các đồng minh của họ. Điều này đánh dấu sự kết thúc của Chiến tranh thành Troy trong thần thoại Hy Lạp.
1180 TCN : Vua Kassite cuối cùng , Anllil-nadin-akhe, bị đánh bại bởi người Elamite .
1180 TCN : Sự sụp đổ của quyền lực Hittite ở Anatolia với việc thủ đô Hattusa của họ bị phá hủy.
1177 TCN : Ramses III của Ai Cập đẩy lùi các cuộc tấn công của những kẻ xâm lược phương bắc ("Người trên biển ") vào năm thứ 8 dưới triều đại của ông (1177 hoặc 1186 TCN); một sự kiện mà Eric Cline liên quan chặt chẽ đến sự khởi đầu của sự sụp đổ của Thời kỳ đồ đồng muộn.
Ngày 16 tháng 4 năm 1178 TCN : Nhật thực có thể đánh dấu sự trở lại của Odysseus, vị vua huyền thoại của Ithaca, trở lại vương quốc của mình sau Chiến tranh thành Troy. Anh ta phát hiện ra một số người cạnh tranh để cưới vợ anh ta là Penelope, người mà họ tin rằng là một góa phụ để kế vị anh ta trên ngai vàng. Anh ta tổ chức việc tiêu diệt họ và thiết lập lại mình trên ngai vàng.
1173 TCN : Thương vương Tổ Giáp chết sau 33 năm trị vì, ông được kế vị bởi con trai là Lẫm Tân.
1172 TCN : Công Thúc Tổ Loại chết, ông được kế vị bởi con trai là Chu Thái vương.
1169 TCN : Thương vương Lẫm Tân chết sau 4 năm trị vì , ông được kế nhiệm bởi em trai là Canh Đinh.
1161 TCN : Thương vương Canh Đinh chết sau 8 năm trị vì , ông được kế vị bởi con trai là Vũ Ất.
1160 TCN : Cái chết của Pharaoh Ramesses V, vì bệnh đậu mùa.
1159 TCN : Vụ phun trào Hekla 3 gây ra thời kỳ khí hậu nguội lạnh kéo dài 18 năm.
1154 TCN : Cái chết của Nữ hoàng Helen của Sparta bị lưu đày tại Rhodes (niên đại ước tính).
1150 TCN : Kết thúc quyền cai trị của Ai Cập ở Canaan, với Ramesses VI là Pharaoh cuối cùng được thừa nhận.
1147 TCN : Demophon, vị vua huyền thoại của Athens và là cựu chiến binh của cuộc chiến thành Troy, chết sau 33 năm trị vì và được kế vị bởi con trai ông là Oxyntes.
1140 TCN : Chu Thái vương chết sau 32 năm trị vì, ông được kế nhiệm bởi con trai là Cơ Quý Lịch.
1137 TCN : Ramses VII bắt đầu triều đại của mình với tư cách là người cai trị thứ sáu của Vương triều thứ hai mươi của Ai Cập.
1135 TCN : Oxyntes, vị vua huyền thoại của Athens, qua đời sau 12 năm trị vì và được kế vị bởi con trai lớn của ông là Apheidas.
1134 TCN : Apheidas, vị vua huyền thoại của Athens, bị em trai Thymoetes ám sát và cướp ngôi sau 1 năm trị vì.
Năm 1126 TCN : Thymoetes, vị vua huyền thoại của Athens , chết và không có con sau khi trị vì 8 năm. Ông được kế vị bởi người thừa kế được chỉ định là Melanthus của Pylos, một hậu duệ thế hệ thứ năm của Neleus, người được cho là đã hỗ trợ anh ta trong trận chiến chống lại người Boeotians.
1126 TCN : Thương vương Vũ Ất chết sau 35 năm trị vì, ông được kế vị bởi con trai là Văn Đinh.
1120 TCN : Troy VIIb 1 bị phá hủy.
1115 TCN : Tiglath-Pileser I trở thành Vua của Assyria.
1115 TCN : Thương vương Văn Đinh giết Cơ Quý Lịch.
1113 TCN : Thương vương Văn Đinh chết sau 13 năm trị vì, ông được kế vị bởi con trai là Đế Ất.
1110 TCN : nước Chu xảy ra động đất.
1104 TCN: Gadir do người Phoenicia thành lập ở Tây Nam Tây Ban Nha.
1104 TCN: Thương vương Đế Ất chết sau 9 năm trị vì , ông được kế vị bởi con trai là Đế Tân.
1100 TCN : Tiglath-Pileser I của Assyria chinh phục người Hittite.
1100 TCN : Người Dorian được cho là xâm lược Hy Lạp.
1100 trước Công nguyên : Bắt đầu nền văn hóa tiền Villanovan ở miền bắc nước Ý.
1100 TCN : Nền văn minh Mycenaean kết thúc. Bắt đầu thời kỳ đen tối của Hy Lạp.
1100 TCN : Vương quốc Mới ở Ai Cập kết thúc.
Những kẻ xâm lược Elamite cướp kho báu nghệ thuật từ Mesopotamia và mang chúng vào Susa.